# Abrothallus
Abrothallus De Not (abrotalus) – rodzaj grzybów z kladu Pezizomycotina. Niektóre gatunki to grzyby naporostowe.

## Systematyka i nazewnictwo
Pozycja w klasyfikacji według Index Fungorum: Abrothallaceae, Abrothallales, Incertae sedis, Dothideomycetes, Pezizomycotina, Ascomycota, Fungi.
Synonimy nazwy naukowej: Phymatopsis Tul. ex Trevis., Pseudolecidea Marchand.
Nazwa polska według W. Fałtynowicza.
Gatunki występujące w Polsce:
- Abrothallus bertianus De Not. 1849– abrotalus Bertiego
- Abrothallus caerulescens I. Kotte 1909 – abrotalus siny
- Abrothallus cetrariae I. Kotte 1909 – abrotalus złotlinkowy
- Abrothallus cladoniae R. Sant. & D. Hawksw. 1990
- Abrothallus microspermus Tul. 1852 – abrotalus drobnozarodnikowy
- Abrothallus parmeliarum (Sommerf.) Nyl. 1869 – abrotalus tarczownicowy
- Abrothallus peyritschii (Stein) I. Kotte 1909 – abrotalus Peyritscha
- Abrothallus prodiens (Harm.) Diederich & Hafellner 1990

Nazwy naukowe na podstawie Index Fungorum. Nazwy polskie według W. Fałtynowicza. Wykaz gatunków według Fałtynowicza oraz K. Czyżewskiej i M. Kukwy.